# Nižné Repaše
Nižné Repaše jsou obec na Slovensku v okrese Levoča v Levočských vrších. V obci žije 149 obyvatel.

## Historie
Obec byla založena v roce 1270. Na začátku 19. století zde žilo přes 800 obyvatel. Po druhé světové válce nastal úpadek zapříčiněný tím, že lidé odcházeli za prací do měst, a tak se počet obyvatel snížil až na 181 v roce 2013.